# نیکولای بوبکوف
نیکولای بوبکوف (روسی: Николай Васильевич Бобков؛ زادهٔ ۳۰ نوامبر ۱۹۴۰) بازیکن فوتبال اهل اتحاد جماهیر شوروی سوسیالیستی است.
از باشگاه‌هایی که در آن بازی کرده‌است می‌توان به باشگاه فوتبال شینیک یاروسلاول، باشگاه فوتبال دینامو بارنائول و باشگاه فوتبال دینامو مسکو اشاره کرد.